# Walter M. Elsasser
Walter Maurice Elsasser, né le 20 mars 1904 à Mannheim et mort le 14 octobre 1991 à Baltimore, est un physicien allemand.

## Biographie
Après avoir suivi des études scientifiques à l'Université de Heidelberg, à l'Université Louis-et-Maximilien de Munich et à l'Université de Göttingen, il a enseigné à l'Université Johns-Hopkins de Baltimore, 	
à l'université de l'Utah et à l'université de Californie à San Diego. Il a obtenu en 1987 la National Medal of Science.
Il a établi un des premiers modèles du champ magnétique terrestre en suggérant que la convection à l'intérieur du noyau est responsable de ce dernier selon le principe d'une dynamo.
Il a écrit plusieurs ouvrages sur les applications des sciences physiques aux sciences biologiques.

## Distinctions
- Prix de la Société allemande de physique (1932)
- Membre de l'Académie américaine des sciences (1957)
- Médaille William-Bowie (1959)
- Médaille John Adam Fleming (1971)
- Membre de l'Académie américaine des arts et des sciences (1972)
- Médaille Carl-Friedrich-Gauß (1977)
- Médaille Arthur Louis Day (1979)
- Médaille Penrose (1979)
- National Medal of Science (1987)
- Membre de la Société américaine de physique

## Publications

### Autobiographie
- Memoirs of a physicist in the atomic age, New York, Science History Publications, 1978.

### Physiques atomique et  nucléaire
- 1925 : Bemerkungen zur Quantenmechanik frier Elektronen, Naturwissenschaften.
- 1928 : Interfernzerscheinungen an Korpuskularstrahlen, Naturwissenschaften.
- 1933 : A possible property of the positive electron, Nature.
- 1935 : Énergies de liaison des noyaux lourds, Journal de physique, Paris.
- 1935 : Théorie de la capture sélective des neutrons lents par certains noyaux, Journal de physique, Paris.
- 1937 : The self-consistent field and Bohr’s nuclear model, Physics Review.

### Géophysique
- 1938 : New values for the infrared absorption coefficients of atmospheric water vapor, Monthly Weather Review.
- 1942 : Heat Transfer by Infrared Radiation in the Atmosphere, Cambridge, Harvard University Press.
- 1947 : Induction effects in terrestrial magnetism, Physics Review.
- 1950 : The earth’s interior and geomagnetism, Reviews of Modern Physics.
- 1955 : Avec Hiromitsu Takeuchi, Non-uniform rotation of the earth and geomagnetic drift, Transactions of the American Geophysical Union.
- 1956 : Hydromagnetism, American Journal of Physics.
- 1959 : Avec Harold Clayton Urey et Michael G. Rochester, Note on the internal structure of the moon, The Astrophysical Journal.
- 1968 : The mechanics of continental drift, Proceedings of the American Philosophical Society.

### Biologie
- 1958 : The Physical Foundation of Biology, An Analytical Study, New York, Pergamon Press.
- 1966 : Atom and Organism, A New Approach to Theoretical Biology, Princeton, Princeton University Press, Atome et organisme : nouvelle approche d'une biologie théorique, traduction et annotations par Pierre Gavaudan, Paris, Gauthier-Villars, 1970.
- 1969 : Acausal phenomena in physics and biology, a case for reconstruction, American Science.
- 1970 : The role of individuality in biological theory, in: Towards a Theoretical Biology, Volume 3, Waddington, Édimbourg, Edinburgh University Press.
- 1975 : The Chief Abstractions of Biology, New York, Elsevier.
- 1981 : Principles of a new biological theory: a summary, Journal of Theoretical Biology.
- 1981 : A form of logic suited for biology, Progress in Theoretical Biology.
- 1982 : The other side of molecular biology, Journal of Theoretical Biology.
- 1984 : Outline of a theory of cellular heterogeneity, Proceedings of the National Academy of Sciences of the USA.
- 1987 : Reflections on a Theory of Organisms, Frelighsburg, Québec, Orbis Publishing.

### Articles scientifiques
- (en) Induction effects in terrestrial magnetism, Part I : Theory, Physical Review, 69, pages 106-116, 1946. Lire en ligne.
- (en) Induction effects in terrestrial magnetism, Part II : The secular variation, Physical Review, 70, pages 202-212, 1946. Lire en ligne.
- (en) Induction effects in terrestrial magnetism, Part III : Electric modes, Physical Review, 72, pages 821-833, 1947. Lire en ligne.